# 道の駅江差
道の駅江差（みちのえき えさし）は、北海道檜山郡江差町にある国道227号の道の駅である。

## 施設情報
江戸時代の江差地域に実在したといわれるとんちの名人・繁次郎のコンクリート彫像がある。
敷地内には『繁次郎番屋』と名付けられた簡易宿泊施設が存在するが、12月から3月末までは冬季休業としている。
また、敷地内に2005年（平成17年）10月に設置された「にしん街道」の標柱と、その説明板がある。

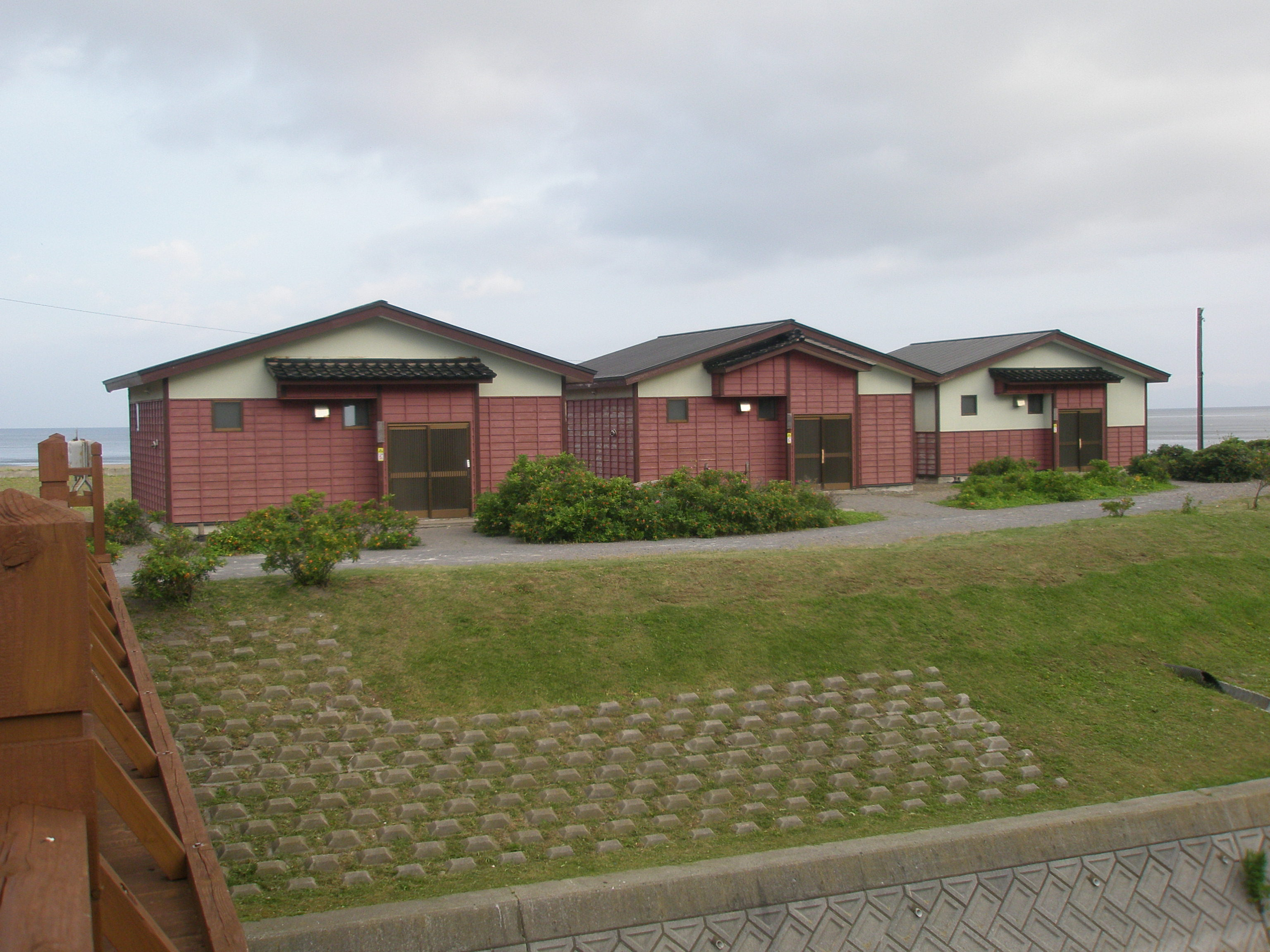
道の駅江差内の施設・繁次郎番屋
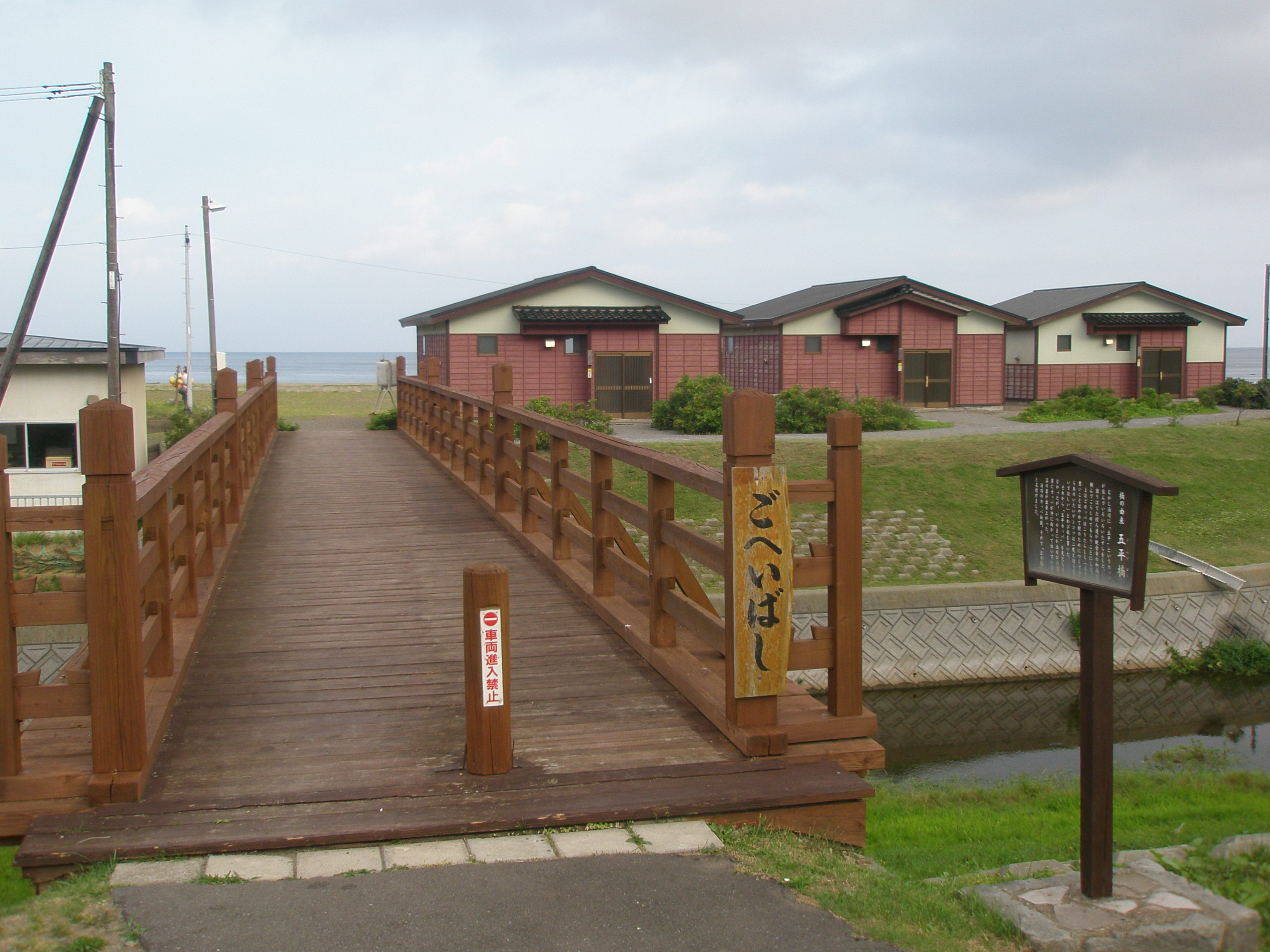
繁次郎番屋と、そこに至る五平橋
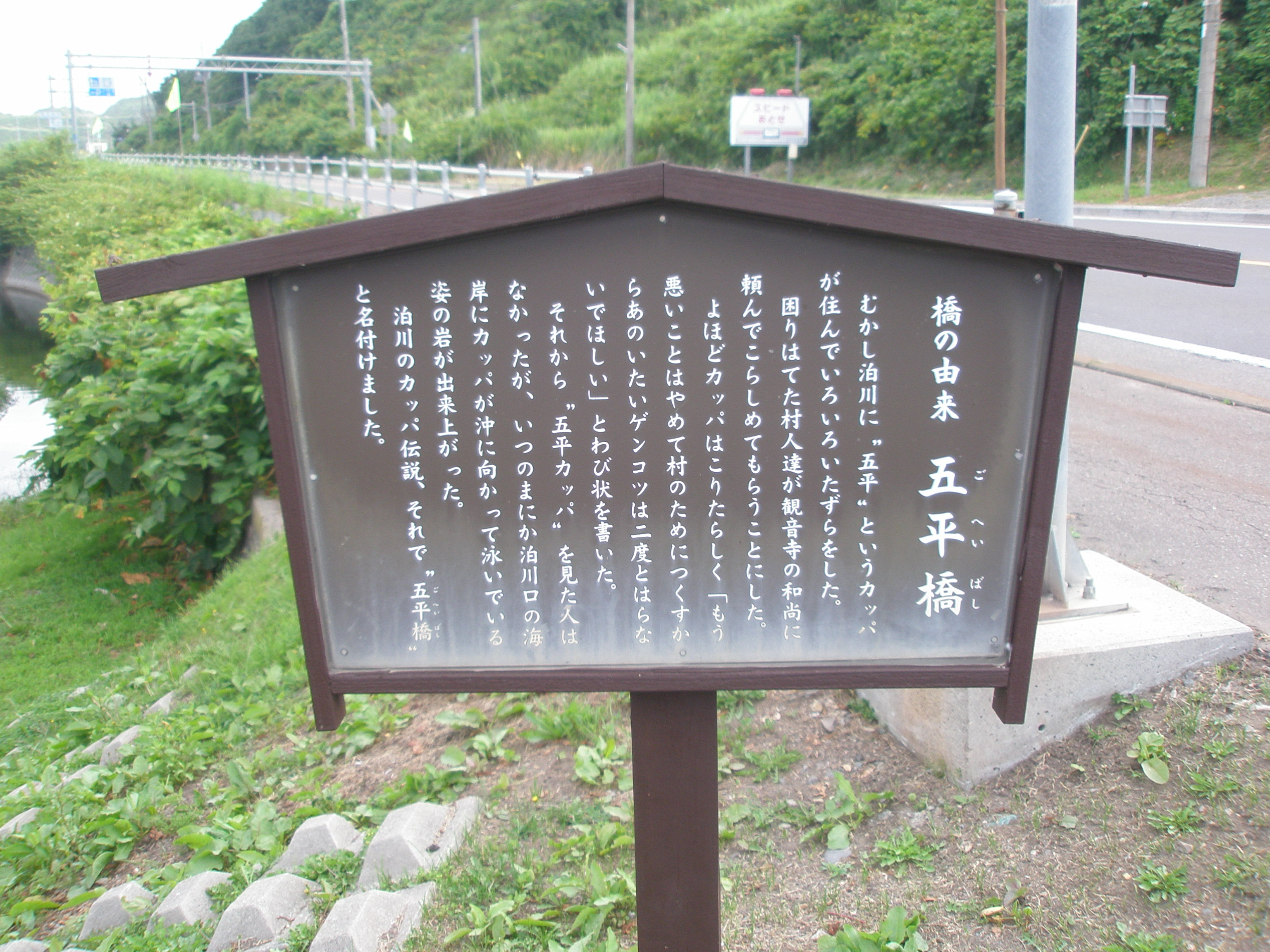
繁次郎番屋に至る「五平橋」の由来が書かれた看板
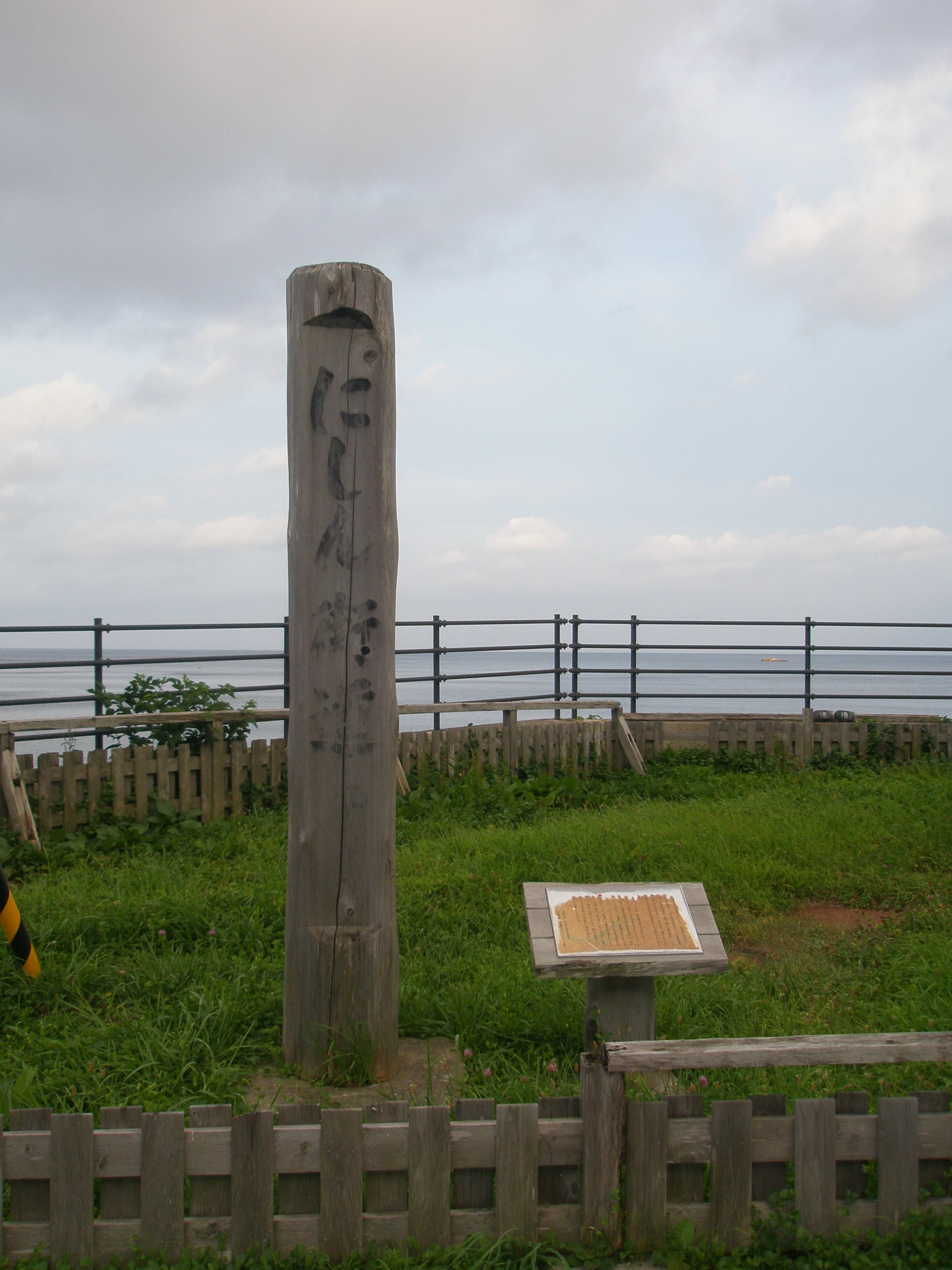
「にしん街道」標柱

11月から3月までは毎週月曜日が休館日であり（月曜日が祝日の場合は翌日）、年末年始は12月31日から1月5日を休館日としている。

## アクセス
- 函館市より約69 km

## 周辺
- 泊川
- 繁次郎浜海水浴場

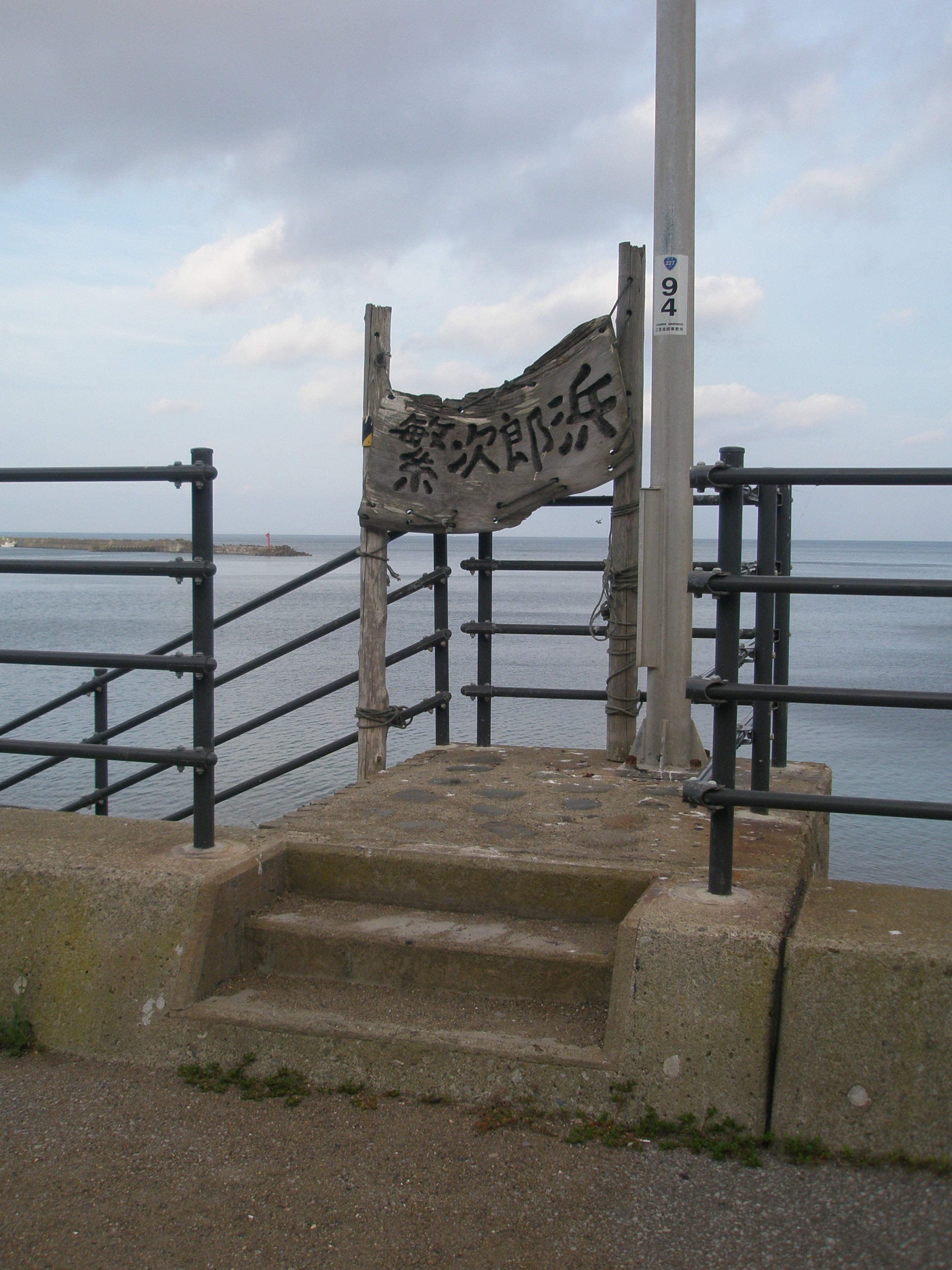
道の駅江差から繁次郎浜に下りる入口
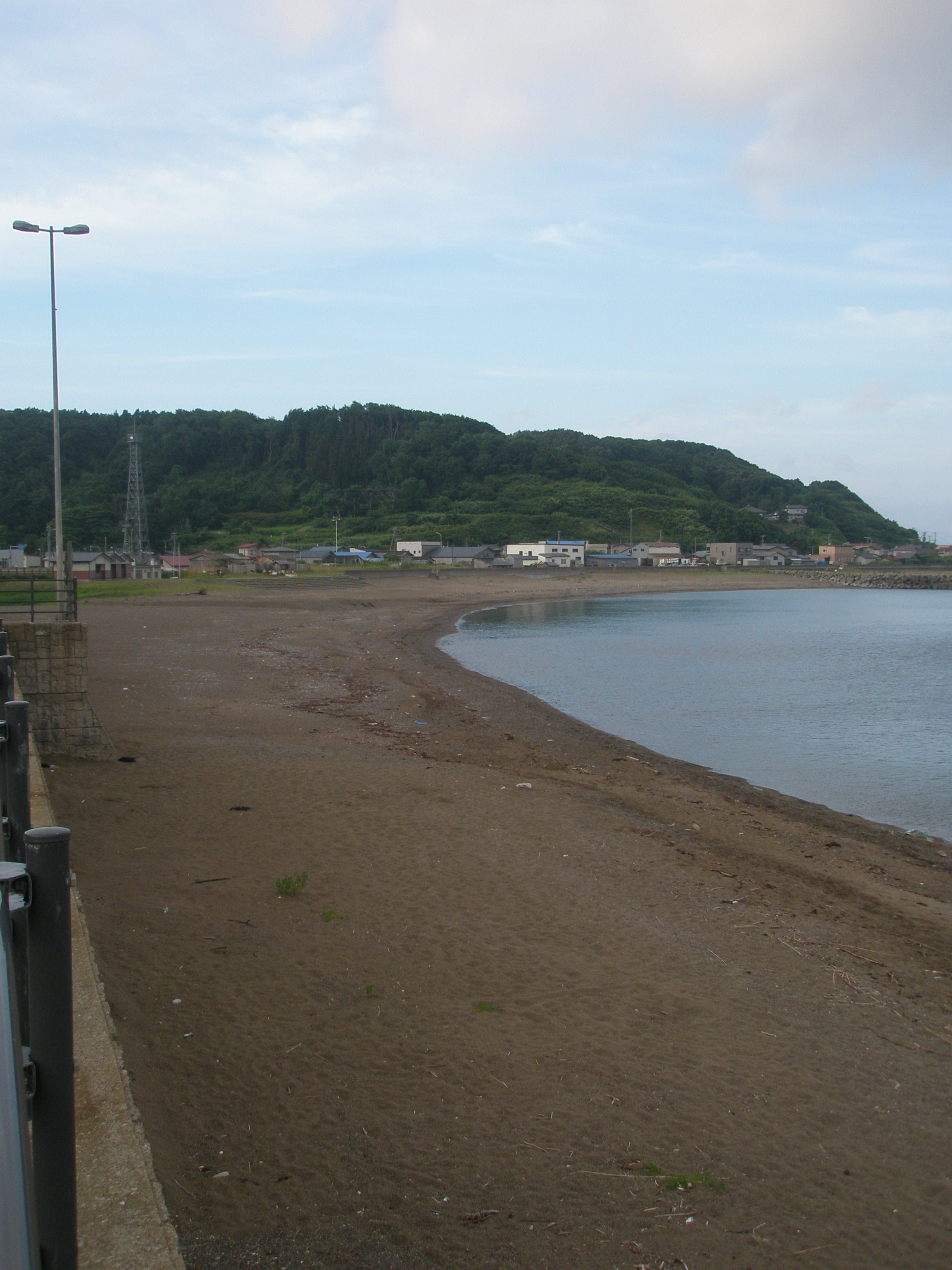
道の駅江差から見た繁次郎浜1（繁次郎浜海水浴場）
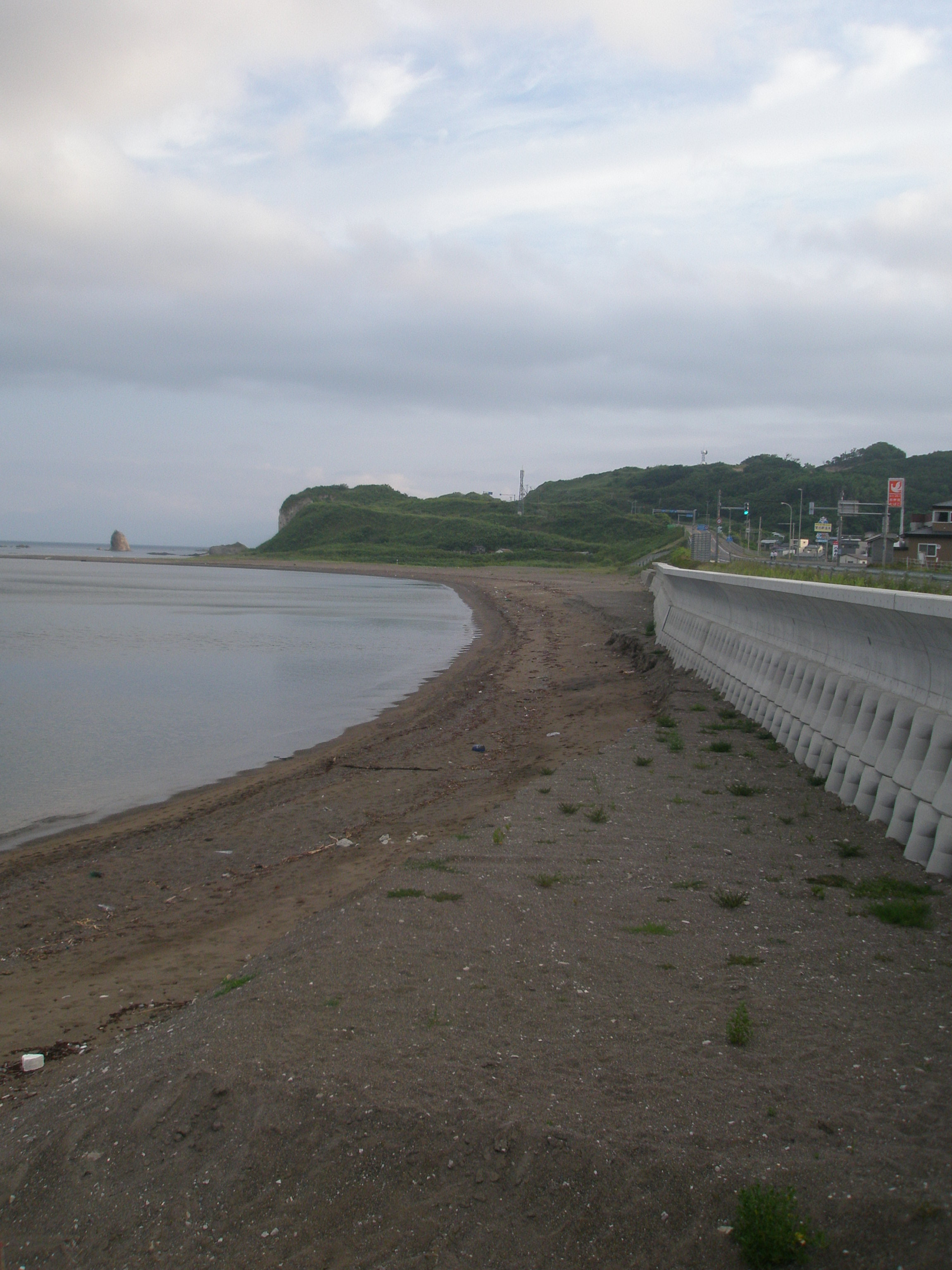
道の駅江差から見た繁次郎浜2（繁次郎浜海水浴場）

- 北海道開発局江差道路事務所
- 繁次郎温泉（旧：江差温泉）
- みなとオアシス江差

## その他

### 日本一小さい道の駅
道の駅江差の中心施設である、観光案内所と売店を備えた木造平屋建ての「繁次郎笑店」は床面積が13 m2しかないために店内に数名しか入れないが、そこを逆手に、江差町では「日本一小さい道の駅プロジェクト実行委員会」を立ち上げ、北大生のアイデアを採用して、目の前の日本海を堪能出来るように建物を改修するための費用をクラウドファンディング（以下、CF）で募る事を決定し、2018年11月より開始している。
しかし、CFサイト運営会社より「日本一を証明出来ない」との通告を受けたため、CFサイト中では「日本一小さい道の駅」の記述を使用していないが、江差町は「道の駅マニアからの聞き取りなどからの結果、日本一小さい道の駅である事は間違いない。」として、江差町のホームページ上では引き続きアピールしている。また、STVの番組「どさんこワイド179」において調査をした結果、売店とトイレの面積の合計が日本一小さいとされた。
クラウドファンディングによるリニューアル
リニューアルのために、町と道内外の学生（北海道道教育大函館校、北海道大学、東北芸術工科大学（山形市））らでつくる「日本一小さい道の駅プロジェクト実行委」が行っていたクラウドファンディングが、2019年（平成31年）1月29日に目標金額の200万円に到達した。町は2月から改装工事に取りかかり、同年4月20日にリニューアルオープンした。
また当初の計画にもあったウッドデッキが、クラウドファンディングによる資金と町の予算を合わせた計40万円を投じて、同年（令和元年）6月中旬から基礎工事に入り、同月22日からは道の駅江差の設計等に携わった北海道大学と東北芸術工科大学の学生も江差入りして、ウッドデッキの材料として道南スギを用いた板の張り付けや塗装を手伝うなどして、同月24日に新施設として完成した。